# Clochette et la Pierre de lune
Série
La Fée Clochette
(2008) Clochette et l'Expédition féerique
(2010)
Pour plus de détails, voir Fiche technique et Distribution.
Clochette et la Pierre de lune ou Clochette et le trésor perdu au Québec (Tinker Bell and the Lost Treasure) est le 113e long-métrage d'animation des Studios Disney, sorti directement en vidéo en 2009.
Il fait suite à La Fée Clochette, sorti en 2008 et est suivi de Clochette et l'Expédition féerique (2010).
"You Were" de Ayumi Hamasaki est la chanson thème de la sortie japonaise du film,,.

## Synopsis
Pendant l'automne, la fée Clochette se voit confier le soin de créer un trésor capable de régénérer le Lutin de l'Arbre à poussière. Mais quand son ami Terence lui offre son aide, son tempérament et son obstination ont raison d'elle, au point de démolir sa création et son amitié pour lui. Pour réparer cela, elle entame un périple vers le nord du Pays Imaginaire, où elle découvrira un trésor bien plus important encore.

## Fiche technique
- Titre original : Tinker Bell and the Lost Treasure
- Réalisation : Klay Hall
- Scénario : Evan Spiliotopoulos
- Musique : Joel McNeely
- Montage : Jeremy Milton
- Producteur : Sean Lurie
- Société de distribution : Walt Disney Entertainment et Buena Vista Pictures Distribution
- Pays de production :  États-Unis
- Langue : anglais
- Durée : 76 minutes
- Dates de sortie :
  - États-Unis : 27 octobre 2009
  - France : 28 octobre 2009

## Distribution

### Voix originales
- Kristin Chenoweth : Rosélia
- Lucy Liu : Ondine
- Mae Whitman : Clochette
- Jesse McCartney : Terence
- Anjelica Huston : Reine Clarion
- John DiMaggio : Ministre de l'automne
- Raven-Symoné : Iridessa
- Grey DeLisle : Lyria/Viola/Narrateur
- Rob Paulsen : Gabble/Grand troll/Monsieur Hibou
- Jeff Bennett : Clark/Petit troll/Gary
- Jane Horrocks : Fée Marie
- Roger Craig Smith : Bolt/Stone/Pierre
- Bob Bergen : Insectes/Créatures
- Angela Bartys : Noa
- Thom Adcox-Hernandez : Flint
- Eliza Pollack Zebert : Flambeau
- Julie Garnye : Lyria (chant)
- Allison Roth : Fée Française

### Voix françaises
- Lorie : Clochette
- Thibaud Vaneck : Terence
- Marie-Frédérique Habert : Reine Clarion
- Brigitte Virtudes : Fée Marie
- Edwige Lemoine : Rosélia
- Nathalie Kouaw : Viola/Fée Française
- Marieke Bouillette : Ondine
- Ariane Aggiage : Iridessa
- Anna Ramade : Noa
- Claire Guyot : Lyria
- Catherine Davenier : Narrateur
- Yann Guillemot : Ministre de l'automne
- Charles Pestel : Clark
- Jacques Bouanich : Petit troll
- Michel Papineschi : Gary
- Fabrice Fara : Gabble
- Michel Dodane : Grand troll/Monsieur Hibou
- Stanislas Crevillén : Pierre
- Karine Costa : Soliste (chant)

## Chansons du film
- Il suffit d'y croire (If You Believe) - Soliste
- Les Contes de fées d'antan (Fairy Tale Theatre) - Lyria
- Gift of a Friend (générique de fin) - Demi Lovato

## Sortie vidéo
- 28 octobre 2009 : DVD et Blu-Ray avec HD pour le Blu-Ray